# La hija del curandero (ópera)
La hija del curandero (título original en inglés, The Bonesetter's Daughter) es una ópera en un prólogo y dos actos con música de Stewart Wallace y libreto de Amy Tan basado en su novela del mismo título. Se estrenó el 13 de septiembre de 2008 en el Teatro de Ópera War Memorial de la Ópera de San Francisco, que encargó la obra.

## Personajes
| Personaje                                                      | Tesitura                 | Reparto del estreno, 13 de septiembre de 2008 Director: Steven Sloane |
| -------------------------------------------------------------- | ------------------------ | --------------------------------------------------------------------- |
| Ruth Young Kamen LuLing como mujer joven                       | mezzosoprano             | Zheng Cao                                                             |
| Joven LuLing Liu                                               | mezzosoprano             | Ning Liang                                                            |
| Preciosa Tía                                                   | mezzo Kunju              | Qian Yi                                                               |
| Chang el enterrador                                            | bajo                     | Hao Jiang Tian                                                        |
| Sacerdote taoísta Jefe                                         | Tenor chino folk/pop     | Wu Tong                                                               |
| Art Kamen                                                      | barítono                 | James Maddalena                                                       |
| Arlene Kamen                                                   | mezzosoprano             | Catherine Cook                                                        |
| Marty Kamen                                                    | bajo-barítono            | Valery Portnov                                                        |
| Dory Kamen                                                     | muchacha soprano         | Madelaine Matej                                                       |
| Fia Kamen                                                      | muchacha soprano         | Rose Frazier                                                          |
| Primera esposa de Chang                                        | soprano                  | Mary Finch                                                            |
| Segunda esposa de Chang                                        | mezzosoprano             | Natasha Ramirez Leland                                                |
| Tercera esposa de Chang                                        | mezzosoprano             | Erin Neff                                                             |
| Acróbatas                                                      | Acróbatas                | Troupe acrobática Dalian                                              |
| Suona                                                          | Suona                    | Wu Tong, Zuo Jicheng                                                  |
| Percusionistas chinos                                          | Percusionistas chinos    | Li Zhonghua, Ma Li, Nie Haijun, Jin Liang                             |
| Director                                                       | Director                 | Chen Shi-Zheng                                                        |
| Diseñador de decorados                                         | Diseñador de decorados   | Walt Spangler                                                         |
| Diseñador de vestuario                                         | Diseñador de vestuario   | Han Feng                                                              |
| Diseñador de iluminación                                       | Diseñador de iluminación | Scott Zielinski                                                       |
| Diseñador de Video                                             | Diseñador de Video       | Leigh Haas                                                            |
| Diseñador de sonido                                            | Diseñador de sonido      | Mark Grey                                                             |
| Coreógrafo                                                     | Coreógrafo               | Wang Yuqing                                                           |
| Coreógrafo aéreo                                               | Coreógrafo aéreo         | Ruthy Inchaustegui                                                    |
| Tiempo aproximado: 2 horas, 40 minutos, incluyendo un descanso |                          |                                                                       |